# Патрік Мак-Лафлін
Патрік Мак-Лафлін (англ. Patrick McLoughlin; нар. 30 листопада 1957, Стаффорд, Англія) — британський політик, член Консервативної партії. З 1986 до 2019 року входив до Палати громад, з 4 вересня 2012 до 4 липня 2016 року — міністр транспорту в уряді Девіда Кемерона. Голова Консервативної партії з 2016 до 2018 року.

## Біографія
Походить з родини шахтарів, і його дід і батько працювали на видобутку вугілля. Мак-Лафлін закінчив сільськогосподарський технікум, потім, 1975 року, почав кар'єру на фермі. З 1979 року він працював на вугільній шахті, брав участь у профспілковій діяльності. 1984 року він розійшовся з Національною спілкою гірників, яка організувала страйк. Незабаром після цього він був переведений у відділення маркетингу шахти.
Одружений з 1984, має двох дітей.